# William John Conway
William John Conway, irski rimskokatoliški duhovnik, škof in kardinal, * 22. januar 1913, Belfast, † 17. april 1977.

## Življenjepis
20. junija 1937 je prejel duhovniško posvečenje.
31. maja 1958 je bil imenovan za pomožnega škofa Armagha in za naslovnega škofa Nev; 27. julija istega leta je prejel škofovsko posvečenje.
9. septembra 1963 je bil imenovan za nadškofa Armagha.
22. februarja 1965 je bil povzdignjen v kardinala in imenovan za kardinal-duhovnika S. Patrizio.